# Mario Bonfantini
Mario Bonfantini  (* 15. Mai 1904 in Novara; † 23. November 1978 in Turin) war ein italienischer Antifaschist, Autor, Romanist, Französist, Italianist und Übersetzer.

## Leben und Werk
Bonfantini war der Sohn von Giuseppe Bonfantini (von 1915 bis 1922 sozialistischer Bürgermeister von Novara). Er studierte in Turin, konnte aber in der Zeit des Faschismus aus politischen Gründen keine Universitätskarriere machen. Er engagierte sich in der italienischen Resistenza, wurde festgenommen, floh aus dem Zug, der ihn in das KZ Mauthausen bringen sollte, und schloss sich der Partisanenrepublik Ossola an. Er war von 1955 bis 1961 Professor für Französische Sprache und Literatur an der Universität Neapel, anschließend in gleicher Funktion an der Universität Turin. Bonfantini schrieb Romane und (mit Mario Soldati) Filmdrehbücher. Er übersetzte Rabelais, Baudelaire, Proust und weitere Autoren ins Italienische.

## Werke (Auswahl)

### Französistik
- (Hrsg. und Übersetzer) La canzone di Rolando, Turin 1925
- Vita, opere e pensieri di Charles Baudelaire, Novara 1928, Turin 1962,  1970
- (Hrsg.) Molière, Tartufo. Il malato immaginario, Turin 1931
- Breve disegno storico della letteratura francese, Mailand/Venedig 1950
- Ottocento francese, Turin 1950, 1966
- La letteratura francese del XVII secolo. Nuovi problemi e orientamenti, Napoli 1955, 1964, Turin 1973
- Stendhal e il realismo. Saggio sul romanzo ottocentesco, Mailand 1958, Neapel 1968
- Racine. La vita e l'opera, Neapel 1962
- (Hrsg. mit Eleonora de Ehrenstein-Rouvroy) Anthologie et histoire de la litterature francaise, Turin 1962
- Introduzione alla lettura di Diderot, Turin 1963
- (Hrsg.) Jean Racine, Toutes les pages de théorie et de critique, Turin 1968
- (mit Luciano Erba) Storia della letteratura francese 3. Il Naturalismo e il simbolismo. Il novecento, Mailand 1969
- La poetica di Racine, Mailand 1969
- Le poetiche e l'estetica nella storia della letteratura francese, Neapel 1972

### Italianistik u.a.
- Ariosto, Lanciano 1935
- (Hrsg. mit Gianni Gervasoni und G. De Blasi) Antologia della letteratura italiana, 4 Bde., Mailand 1940–1942
- (Hrsg.) Le Sacre rappresentazioni italiane. Raccolta di testi dal secolo XIII al secolo XVI, Mailand 1942
- (Hrsg.) Vittorio Betteloni (1840–1910), Opere complete, 2 Bde., Mailand 1946
- Le eta della letteratura italiana 2: Dalla Controriforma al rinnovamento, Mailand 1947
- Introduzione allo studio del rinascimento italiano. Lettorato di lingua e letteratura italiana, Mailand 1947
- La letteratura italiana del Novecento. Panorama critico, Mailand 1948
- (Hrsg.) Niccolò Machiavelli, Opere, Mailand 1954, 1963, 2006
- Il lago d'Orta, Novara 1961, 1996 (englisch 1961; deutsch: Der Ortasee, 1961)
- Le opere e le persone, Padua 1976

### Prosa
- Un salto nel buio, Mailand 1959, 4. Auflage 1971; hrsg. von  Massimo A. Bonfantini und Roberto Cicalacon, Novara 2005 (Bonfantinis Erlebnisse während des Krieges und der Besatzung)
- La svolta. Racconti, Mailand 1965, Novara 2012
- Scomparso a Venezia, Turin 1972
- L'amore di Maria e altri racconti, Turin 1977